# Cát Bố Lạt
Cát Bố Lạt (chữ Hán: 噶布喇; ? - 1681), Hách Xá Lý thị, thuộc Mãn Châu Chính Hoàng Kỳ, nhậm chức Lĩnh thị vệ Nội đại thần. Ông là cha của Hiếu Thành Nhân Hoàng hậu và là trưởng tử của Sách Ni một trong bốn vị đại thần phụ chính của Hoàng đế Khang Hi.

## Cuộc sống
Cát Bố Lạt là trưởng tử của Sách Ni – một trong 4 phụ chính đại thần thời kỳ đầu của Khang Hi. Cát Bố Lạt trước nhậm Nội các Đại học sĩ, sau lại nhậm Lĩnh thị vệ Nội đại thần. Năm Khang Hi thứ 4 (1665), thứ nữ của Cát Bố Lạt được tuyển làm Hoàng hậu của Khang Hi Đế. Tháng 9, Khang Hi cùng Hách Xá Lý thị tổ chức đại hôn. Năm thứ 13 (1674), Hoàng hậu Hách Xá Lý thị băng tại Khôn Ninh Cung. Tháng 12, Cát Bố Lạt được Khang Hi phong Nhất đẳng Công (一等公), thế tập. Dụ viết:
| “ | 自古帝王统御天下. 必资后德之贤. 赞助政理. 昭宫闱之令范. 端王化之本源. 粤稽往代. 册立中宫. 即加恩所生. 荣锡封爵. 所以重内治. 隆恩礼. 甚盛典也. 缅维仁孝皇后, 作配朕躬. 历经十载. 上事太皇太后, 皇太后. 克诚克孝. 佐朕治理. 惟敬惟勤. 节俭居身. 宽仁逮下. 仪型允备. 淑德着闻. 讵意忽焉崩逝. 深悼朕怀. 荣哀之礼已行. 推恩之典未举. 内大臣噶布喇, 乃仁孝皇后之父也. 勋旧世裔. 素着忠贞. 翊卫摅夙夜之劳. 谋猷重股肱之寄. 兹奉太皇太后慈谕, 仁孝皇后毓质名门. 夙昭内则. 芳仪永谢. 时切悲思. 维后德之攸彰. 实钟祥之有自. 宜加荣秩. 以合旧章. 朕恪遵慈命. 特锡殊恩. 噶布喇, 着授为一等公. 给与诰命. 世袭罔替. 尔部即遵谕行. Tự cổ Đế vương thống ngự thiên hạ. Tất tư hậu đức chi hiền. Tán trợ chính lý. Chiêu cung vi chi lệnh phạm. Đoan vương hóa chi bản nguyên. Việt kê vãng đại. Sách lập trung cung. Tức gia ân sở sinh. Vinh tích phong tước. Sở dĩ trọng nội trì. Long ân lễ. Thậm thịnh điển dã. Miễn duy nhân hiếu hoàng hậu, tác phối trẫm cung. Lịch kinh thập tái. Thượng sự Thái hoàng thái hậu, Hoàng thái hậu. Khắc thành khắc hiếu. Tá trẫm trì lý. Duy kính duy cần. Tiết kiệm cư thân. Khoan nhân đãi hạ. Nghi hình duẫn bị. Thục đức trứ văn. Cự ý hốt yên băng thệ. Thâm điệu trẫm hoài. Vinh ai chi lễ dĩ hành. Thôi ân chi điển vị cử. Nội đại thần Cát Bố Lạt, nãi Nhân Hiếu Hoàng hậu chi phụ dã. Huân cựu thế duệ. Tố trứ trung trinh. Dực vệ sư túc dạ chi lao. Mưu du trọng cổ quăng chi ký. Tư phụng Thái Hoàng Thái hậu từ dụ, Nhân Hiếu Hoàng hậu dục chất danh môn. Túc chiêu nội tắc. Phương nghi vĩnh tạ. Thì thiết bi tư. Duy hậu đức chi du chương. Thực chung tường chi hữu tự. Nghi gia vinh trật. Dĩ hợp cựu chương. Trẫm khác tuân từ mệnh. Đặc tích thù ân. Cát Bố Lạt, trứ thụ vi Nhất đẳng công. Cấp dữ cáo mệnh. Thế tập võng thế. Nhĩ bộ tức tuân dụ hành. | ” |

Năm thứ 20 (1681), tháng 9, Cát Bố Lạt bệnh nặng. Khang Hi Đế sai Thị vệ Vũ Cách đưa ngự y đến xem, lại sai Nhất đẳng Thị vệ Diệu Sắc, Tam đẳng Thị vệ Tô Đạt, ban thưởng năm ngàn lượng bạc, lạc đà bốn con, lừa hai con, ba yên ngựa. Dụ Lễ bộ:
| “ | 古帝王敦重伦常, 推恩勋戚. 生则被以显荣. 殁则必存优恤. 历稽前代, 旧典昭然. 今仁孝皇后之父领侍卫内大臣公噶布喇, 簮缨世裔. 宣力累朝. 恭谨持身. 忠勤奉职. 忽闻奄逝. 深轸朕怀. 应作何恩恤, 着察例从优议奏. Cổ đế vương đôn trọng luân thường, thôi ân huân thích. Sinh tắc bị dĩ hiển vinh. Một tắc tất tồn ưu tuất. Lịch kê tiền đại, cựu điển chiêu nhiên. Kim Nhân Hiếu Hoàng hậu chi phụ Lĩnh thị vệ Nội đại thần công Cát Bố Lạt, trâm anh thế duệ. Tuyên lực luy triêu. Cung cẩn trì thân. Trung cần phụng chức. Hốt văn yểm thệ. Thâm chẩn trẫm hoài. Ứng tác hà ân tuất, trứ sát lệ tòng ưu nghị tấu. | ” |

Ngày 22, Cát Bố Lạt mất, thuỵ "Khác Hi" (恪僖)

## Gia đình

### Con trai
- Trường Thái (长泰), tập Nhất đẳng Công.
- Thường Hải (常海), Tá lĩnh
  - Con gái: Hách Xá Lý thị (赫舍里氏), Kế Phúc tấn của Dận Ngã.
  - Con trai: Luân Bố (纶布), tập Nhất đẳng Công.

### Con gái
- Hách Xá Lý thị (赫舍里氏), Hiếu Thành Nhân Hoàng hậu, Đích hậu của Khang Hi, kết phát thê tử.
  - Thừa Hổ (承祜), Đích trưởng tử của Khang Hi.
  - Dận Nhưng (胤礽), Hoàng thái tử, Lý Mật Thân vương.
- Hách Xá Lý thị (赫舍里氏), Bình phi, phi tần của Khang Hi.
- Hách Xá Lý thị (赫舍里氏), gả cho Nhất đẳng Công Pháp Khách (法喀) - con trai Át Tất Long.